# Hellmut Weese
Hellmut Weese (* 18. März 1897 in München; † 24. Januar 1954 in Wuppertal) war ein deutscher Arzt, Pharmakologe und Universitätsprofessor. Mit der Entwicklung des Hexobarbitals (Handelsname Evipan), des ersten kurzwirkenden Injektionsnarkotikums, hat er 1932 die Anästhesiologie grundlegend verändert. Auch gilt er als der Vater der Plasmaexpander.

## Leben
Weeses Familie stammte väterlicherseits ursprünglich aus Schlesien. Seine Eltern waren der Kunsthistoriker Arthur Weese (1868–1934) und dessen Frau Grete Weese, geborene Förster. 1905 zog die Familie nach Bern, wo der Vater Ordinarius seines Faches wurde. Im Ersten Weltkrieg seit 1916 Frontsoldat, studierte Hellmut ab 1919 an den Universitäten Bern, Zürich und München Medizin. 1924 legte er das medizinische Staatsexamen ab und promovierte im selben Jahr mit der Arbeit „Ein Beitrag zur Genese der Karzino-Sarkome“. Ebenfalls 1924 heiratete er seine gut drei Jahre jüngere Kommilitonin Johanna Barsch. Die Ehe wurde nach fünf Jahren geschieden. Von 1925 bis 1929 war Weese Assistent bei Walther Straub am Münchener Pharmakologischen Institut, wo er sich 1928 mit einer Arbeit über Herzglykoside für Pharmakologie und Toxikologie habilitierte. 1929 trat er, in München beurlaubt, als Nachfolger von Fritz Eichholtz die Leitung der pharmakologischen Laboratorien der I.G. Farbenindustrie AG in Elberfeld an. Er ließ sich an die Universität zu Köln umhabilitieren und wurde dort 1936 außerordentlicher Professor. Im Zweiten Weltkrieg war er zunächst beratender Pharmakologe beim Heer, konnte aber ab 1940 – von mehreren Frontkommandos unterbrochen – seine Arbeit in Elberfeld fortsetzen. 
1945 übernahm er, der als politisch unbelastet galt, das Amt eines Stadtverordneten von Elberfeld. 1946 wurde er zum Nachfolger von Ludwig Heilmeyer auf den Lehrstuhl für Pharmakologie an der Medizinischen Akademie Düsseldorf berufen. Er hatte ihn bis 1950 inne. 1948 und 1949 war er Prorektor der Medizinischen Akademie. Im Wintersemester 1948/49 begann er eine Reihe von Vorlesungen zur Klinischen Anästhesiologie. Daneben forschte er weiter bei der aus der I.G. Farbenindustrie ausgegliederten Bayer AG. Er half bei der Neukonstituierung der Deutschen Pharmakologischen Gesellschaft nach dem Krieg als stellvertretender Vorsitzender und Geschäftsführer. In Düsseldorf richtete er im September 1948 ihre zweite Nachkriegstagung aus. Zu seinen Schülern in Wuppertal gehörte der Chirurg und Anästhesiologe Friedrich Wilhelm Ahnefeld. Mit dem Chirurgen Hans Killian plante Weese die Herausgabe eines Narkose-Handbuchs, erlebte aber dessen Vollendung nicht. Er starb wenige Tage nachdem er in seinem Wuppertal-Elberfelder Labor beim Sturz von einer Leiter einen Schädelbasisbruch erlitten hatte. Sein Nachfolger bei Bayer, Wolfgang Wirth, half, dass das Handbuch noch 1954 erschien. Sein Nachfolger auf dem Düsseldorfer Lehrstuhl wurde Fritz Hahn.

## Forschung

### Herzglykoside
Die Herzglykoside aus dem Roten Fingerhut Digitalis purpurea und anderen Pflanzen waren Walther Straubs Hauptarbeitsgebiet. Ein Jahr vor Weeses Eintritt in sein Münchener Institut hatte er das Wissen dazu im Handbuch der experimentellen Pharmakologie zusammengefasst. Von stichhaltigen Erkenntnissen über ihre molekulare Wirkungsweise und ihre Pharmakokinetik, also ihr Schicksal im menschlichen und tierischen Organismus, war man weit entfernt. Dem letzteren Aspekt widmete sich Weese. Vier Detailuntersuchungen sind daraus hervorgegangen, dazu 1936 eine Monographie, die er seinem Lehrer Straub widmete. In der ersten Detailpublikation schreibt Weese: „Über das ... Schicksal der Digitaliskörper in den Organen und Geweben sind wir nur mangelhaft und oft widersprechend unterrichtet. Dies wird verständlich, wenn man die Schwierigkeit bedenkt, die geringen, im pharmakologischen Experiment zulässigen Glykosidmengen quantitativ zu bestimmen.“ Auch Weese hat diese Schwierigkeit nicht überwunden. Er blieb für die Schätzung von Glykosidmengen auf die pharmakologischen Wirkungen beim intakten Organismus oder bei isolierten Organen angewiesen. Brauchbare Analyseverfahren hat später vor allem Kurt Repke entwickelt. Weeses Monographie fand breite Anerkennung.
Für seine Digitalis-Experimente musste Weese die Strömungsgeschwindigkeit des Blutes messen. Er entwickelte dazu eine „mechanische, automatisch registrierende Stromuhr für den geschlossenen Kreislauf“. Die „Weese-Stromuhr“ bewährte sich nicht nur in seinen eigenen Händen, sondern auch bei anderen Forschern.

### Methylphenobarbital
Zu Beginn seiner Tätigkeit bei Bayer arbeitete Weese möglicherweise noch an den Dosierungsempfehlungen für das von seinem Vorgänger Eichholtz erforschte Tribromethanol (Avertin) zur Basisnarkose mit, das er bald übertreffen sollte. Der erste von ihm selbst pharmakologisch verantwortete Arzneistoff war das Methylphenobarbital, Prominal. Es diente jahrzehntelang als Antiepileptikum, besitzt aber keinen Vorteil gegenüber der Stammverbindung Phenobarbital, die als einziges Antiepileptikum aus der Reihe der Barbiturate heute (2013) noch verwendet wird.

### Hexobarbital
Seine vielleicht bedeutendste Entdeckung machte Weese bei der Untersuchung eines weiteren, in der I.G. Farbenindustrie von Walther Kropp (1885–1939) und Ludwig Taub (1877–1956) synthetisierten Barbiturats, des Hexobarbitals (Handelsname Evipan). Anders als bei anderen Barbituraten erwachten die Versuchstiere schon etwa 30 Minuten nach einer schlaferzeugenden Dosis wieder. Die Autoren Weese und Walter Scharpff, welche mit ihrer Publikation 1932 das Evipan in Deutschland einführten, folgern: „Evipan ist ein neues Schlafmittel mit charakteristischen Eigenschaften. Es erzeugt schnell einen ruhigen tiefen Schlaf, seine Wirkung ist nur von kurzer Dauer. Es eignet sich daher wie kein anderes Mittel für Schlaflose, die nicht einschlafen können, und für solche, die früh erwachen. ... Infolge seiner kurzen Wirkungsdauer machen sich am anderen Tage unangenehme Nachwirkungen nicht bemerkbar.“
Weese überlegte, ob sich der Stoff auch „als injizierbares Narkotikum für Kurznarkosen“  eigne. „Eine Verdrängung des Ätherrausches durch eine die Psyche des Patienten schonende Injektionsnarkose von 5–15 Minuten Dauer ... dürfte Ärzten und Patienten gleich willkommen sein. “ Als Natriumsalz ließ sich Hexobarbital in Lösung bringen, und die pharmakologische Analyse in Tierversuchen „rechtfertigte die Übergabe des Präparates an die Kliniker.“ Noch im selben Heft der Deutschen Medizinischen Wochenschrift schlossen sich klinische Berichte an. Im ersten heißt es, die Narkose mit Evipan-Natrium, genannt Evipannarkose, verdiene „weiteren Ausbau nach jeder Richtung hin ... als Rausch, als Basisnarkose mit Zusatz von Äther bzw. Äthylchlorid und als häufig sich von selbst entwickelnde Vollnarkose“. Bereits 1933 wurden etwa 10.000 und in den ersten zehn Jahren nach seiner Einführung etwa 10.000.000 Patienten mit Evipan-Natrium narkotisiert. Killians Einschätzung, Weese sei zum „Schöpfer der modernen intravenösen Narkose <geworden>, welche förmlich einen Siegeszug durch die Welt nahm,“ hat bis heute Bestand.
Evipan selbst ist allerdings obsolet. Butalithal oder Baytinal, an dem Weese später mitarbeitete, wurde aus patentrechtlichen Gründen nicht eingeführt. Nur noch zwei Barbiturate werden heute als intravenöse Kurznarkotika gebraucht, das kurz nach dem Hexobarbital, 1935, in den USA erfundene Thiopental und das Ende der 1950er Jahre ebenfalls in den USA entwickelte Methohexital.

### Plasmaexpander
Mit Beginn des Zweiten Weltkriegs wurde der Volumenersatz bei Blutverlust eines der drängendsten medizinischen Probleme. Die Gabe reiner Lösungen anorganischer Elektrolyte ist in solchen Fällen insofern nachteilig, als das zugeführte Wasser aufgrund der guten Membrangängigkeit der in ihm gelösten Salze recht schnell aus dem Intravasalraum verschwindet und somit nicht mehr für die Aufrechterhaltung des Blutkreislaufs zur Verfügung steht. Eine denkbare Lösung des Problems boten hochmolekulare Kolloide an, die aufgrund ihrer Molekülgröße bis zu ihrer enzymatischen Zerlegung in der Blutbahn verbleiben und dadurch den kolloidosmotischen Druck des Blutplasmas erhöhen, wodurch eine entsprechende Menge Wasser in der Blutbahn gehalten wird. Dieses Prinzip war erstmals auf Anregung des britischen Physiologen William Bayliss im Ersten Weltkrieg eingesetzt worden; er hatte die Injektion von Gummi arabicum zur Kolloidtherapie vorgeschlagen, doch angesichts schwerer Nebenwirkungen war das Konzept bald darauf wieder fallengelassen worden. Vor allem blieb das Gummi arabicum jahrelang in Milz, Leber und Nieren gespeichert und schädigte diese Organe.
Nach seiner Freistellung vom Militär 1940 nahm Weese sich des Problems an. „Seine kühne Idee war, unter synthetischen Hochpolymeren etwas zu suchen, was die Plasmaeiweiße in etwa funktionell zeitweilig vertreten konnte, wie es Bayliss 1916 mit Gummi arabicum versucht hatte. Die Chemiker, die solche Hochpolymere bisher als Klebstoffe u. dgl. entwickelt hatten, waren nicht leicht für eine so ungeläufige Idee zu gewinnen; aber es gelang Weese in kurzer Zeit eine ganze Anzahl solcher Stoffe zu sammeln und seine Auswahl fiel sehr schnell auf das von Reppe synthetisierte Polyvinylpyrrolidon (PVP).“ Polyvinylpyrrolidon mit einer mittleren molaren Masse von 25.000 g/mol kam als Periston in den Handel. Zur Zeit der Einführungspublikation 1943 hatte „die ausgedehnte klinische Anwendung der letzten zwei Jahre unsere tierexperimentellen Ermittlungen längst bestätigt.“ Unter anderem war nach drei bis vier Wochen kein Polyvinylpyrrolidon mehr im Körper von Menschen und Versuchstieren nachweisbar. Das galt auch noch 1947, als Weese auf der ersten Nachkriegstagung der Deutschen Pharmakologischen Gesellschaft in Hamburg berichtete. Bis 1950 wurden gegen eine Million Periston-Infusionen verabreicht. Der Wiener Pharmakologe Franz Theodor von Brücke schrieb in seinem Nachruf 1954: „Es kann kaum ein Zweifel sein, daß Tausende Verwundeter des Zweiten Weltkriegs dem von Weese entwickelten Periston (Polyvinylpyrrolidon) ihr Leben verdanken.“ In einem anderen Nachruf heißt es: „Eigentlich müssten Zehntausende an seiner Bahre trauern – Menschen, denen er während des II. Weltkrieges das Leben gerettet hat, dernn er hat in jahrzehntelanger Arbeit jene Methode entwickelt, die wir heute als Blutflüssigkeitsersatz bezeichnen.“
Diese Aussagen haben zweifellos weiterhin Gültigkeit; allerdings wurde bereits 1950 dank besserer Analysemethoden bekannt – auch durch Untersuchungen Weeses selbst –, dass PVP viel länger im Körper verweilt als ursprünglich angenommen und insbesondere im sogenannten retikuloendothelialen System (RES) gespeichert wird, wo es gutartige fibrohistiozytäreTumoren verursachen kann. Insofern ist PVP im Grunde ähnlich wie Gummi arabicum potentiell gewebsschädigend, wenngleich in weitaus geringerem Ausmaß. Daher teilte es das Schicksal des Methylphenobarbitals und Hexobarbitals und wird heute – bei vielfältigen anderen, auch medizinischen Anwendungen – nicht mehr zum Plasmaersatz verwendet. Das von Weese begründete Prinzip des Plasmaersatzes durch synthetische Kolloide wurde jedoch in den folgenden Jahren mit der Synthese verschiedener neuartiger Substanzen weitergeführt, die allgemein unter dem Oberbegriff Plasmaexpander zusammengefasst werden.

## Quasi-Neugründung der Deutschen Pharmakologischen Gesellschaft
Im August 1947 war Weese dabei, als die Deutsche Pharmakologische Gesellschaft ihren ersten Nachkriegskongress in Hamburg abhielt. Dabei wurde er zum stellvertretenden Vorstandsvorsitzenden und Geschäftsführer gewählt. Für lange Jahre blieb Weese der Schriftführer der Gesellschaft.

## Gründung der Deutschen Gesellschaft für Anästhesiologie
Weeses Hauptforschungsgebiete, die intravenöse Anästhesie und der Plasmaersatz, brachten ihn in engen Kontakt mit Chirurgen. Er erkannte die Zweckmäßigkeit spezieller Fachärzte für Anästhesiologie und wurde Mitglied einer von der Deutschen Pharmakologischen Gesellschaft und der Deutschen Gesellschaft für Chirurgie einberufenen Narkosekommission. Auf dem Chirurgenkongress 1953 in München wurde er schließlich zum Gründungsmitglied der Deutschen Gesellschaft für Anästhesiologie, die heute den Namen Deutsche Gesellschaft für Anästhesiologie und Intensivmedizin (DGAI) trägt.

## Ehrungen
1938 wurde Weese Ehrenmitglied der International Anesthesia Research Society. 1942 wurde er Mitglied der Deutschen Akademie der Naturforscher Leopoldina. Auf der Gründungsveranstaltung der Deutschen Gesellschaft für Anästhesiologie und Intensivmedizin im Jahr 1953 wurde er neben Hans Killian und Helmut Schmidt zum Ehrenmitglied ernannt. Seit 1978 veranstaltet die DGAI bei jeder Jahrestagung eine Hellmut-Weese-Gedächtnisvorlesung mit namhaften Referenten aus anderen Wissenschaftsgebieten.